# Jack Hammer
Earl Solomon Burroughs dit Jack Hammer, né le 16 septembre 1925 à La Nouvelle-Orléans en Louisiane aux États-Unis et mort le 8 avril 2016, est un compositeur, pianiste, guitariste[réf. nécessaire], chanteur et artiste peintre américain. 
Il est notamment connu pour avoir composé la musique[réf. nécessaire] et co-écrit avec Otis Blackwell les paroles du hit rock'n roll Great Balls of Fire qui deviendra disque d'or.

## Biographie
À l'âge de 14 ans, Burroughs écrit les paroles de la chanson Fujiyama Mama, interprétée par Annisteen Allen en 1954 puis reprise par Wanda Jackson en 1957. 
En 1955, il change de nom pour Jack Hammer et écrit le titre Rock'n Roll Call des Treniers avec Rudolph Toombs (en), repris l'année suivante par Louis Jordan. 
En 1956, le groupe vocal Jumping Jaguars (dans lequel il aurait été membre) sort le titre Knock Kneed Nellie From Knoxville dont il a écrit les paroles. En octobre de la même année, il sort son premier simple Football Rock. 
En 1957, il soumet une chanson intitulée Great Balls of Fire au compositeur new-yorkais Paul Case. Peu impressionné par le texte mais intéressé par son titre, Case contacte Otis Blackwell qu'il charge de réécrire les paroles tout en conservant la musique[réf. nécessaire] et le titre proposé par Hammer. Great Balls of Fire devient l'une des chansons emblématiques de Jerry Lee Lewis.
En 1961, il migre en Europe, à Paris puis en Belgique où il fait la connaissance de Albert Van Hoogten, fondateur et directeur de Ronnex Records (nl) avec qui il signe plus d'une dizaine de 45 tours et écrit son plus gros succès solo, Kissin' Twist. 
Bon danseur, il est surnommé le 'Twistin' King' en Belgique. C'est sous cette appellation que sort son seul album produit par Ronnex. 
Durant les années 1960, ses 45T sont produits dans une dizaine de pays européens. Il intègre temporairement les Platters, prend la place de la voix lead et part en tournée avec le groupe durant un an. 
En 1971, il s'établit à Wiesbaden en Allemagne. Il rentre aux États-Unis quelques années plus tard où, après avoir écrit une comédie musicale intitulée Electric God sur la vie de Jimi Hendrix avec qui il fut ami et room mate à Londres, il se produit dans Bubbling Brown Sugar (en), une comédie musicale ayant reçu le Tony Award aux côtés de Vivian Reed, de février 1976 à décembre 1977. 
Installé à Hollywood, il meurt le 8 avril 2016. Il a eu 7 enfants : 3 garçons, tous décédés, et 4 filles. 

## Kissin' Twist
Au début des années 1960, Jack Hammer s'installe en Belgique où il fait la rencontre du directeur du label Ronnex Record, Albert Van Hoogten.
Ce dernier lui propose la co-écriture d'un titre, Kissin' Twist, crédité à E. Burroughs (son nom de naissance) et A. Vano (pseudonyme de composition d'Albert Van Hoogten).
Paru initialement dans le catalogue Ronnex (Ronnex R 1270), il est réédité dans plusieurs pays dont l'Angleterre (Oriole CB 1645) et le Danemark (Tono STU 42103). 
Kissin' Twist atteint les classements en Belgique et en Allemagne et réalise de bonnes ventes en France et en Suède.

### Classement par pays
| Classement                                    | Meilleure position |
| --------------------------------------------- | ------------------ |
| Belgique (Ultratop 50 Singles néerlandophone) | 3                  |
| Belgique (Ultratop 50 Singles francophone)    | 15                 |
| Allemagne                                     | 41                 |

### Adaptations en langue étrangère
| Année | Langue   | Titre               | Adaptation      | Interprète(s)                                              |
| ----- | -------- | ------------------- | --------------- | ---------------------------------------------------------- |
| 1962  | Français | Kissin' Twist       | Fernand Bonifay | Les Chats sauvages, Dany Fischer et les gentlemen twisters |
| 1962  | Allemand | Boogie-Woogie Twist |                 | Fredy Brock und Seine Twist-Makers                         |

## Quelques compositions
- Fujiyama Mama (Annisteen Allen - 1954), repris par Wanda Jackson (1957)
- Great Balls of Fire (Jerry Lee Lewis - 1957)
- Plain Gold Ring (Kitty White - 1956), repris par Nina Simone (1958) et Kimbra (2010)
- Yakkity Yak (The Mar-Keys - 1958, à ne pas confondre avec la chanson Yakety Yak des Coasters)
- Sapphire (Big Danny Oliver - 1958)
- Peek-a-boo (The Cadillacs - 1958)
- High Signs (The Diamonds (en) - 1958)

Il a utilisé plusieurs alias pour ses compositions : Earl Burroughs, Earl Burrows, Hurricane Harry ou encore George Stone.

## Discographie partielle
Pour une discographie exhaustive, on consultera les pages consacrées sur son site officiel ou la page Discogs.

### Albums
1960
- Rebellion - Jack Hammer Sings and Reads Songs and Poems of the Beat Generation (Warwick W-2014)

1963
- The Twistin' King (Ronnex LP 001)
  - Cet album est réédité en Angleterre sous le titre Hammer + Beat = Twist (Oriole PS 40020).

1965
- Twistin' and Sloppin' (Vogue Schallplatten 16025)

1966
- Brave New World (Polidor 582001)

### Simples
1956
- Knock Kneed Nellie From Knoxville / Shut The Door Baby (Decca 29938) - avec les Jumping Jaguars

- Football Rock / So What (Decca 30109)

1958
- Girl, Girl, Girl / Chant Of Love (Roulette R-4046)

1959
- Whispering Grass / We Three (My Echo My Shadow And Me) (KAPP K-274)

- Little-Bitty Goose Pimples / What Every Young Lover Should Know (KAPP K-287)

1961
- Juliette / Tell The Gang Goodbye (Ronnex R 1266)
- Kissin' Twist / Melancholy Boy (Ronnex R 1270)

1962
- Twistin' King / Boogie Woogie Twist (Ronnex R 1271)
- Crazy Twist / Twist Talk (Ronnex R 1273)
- Twist In The Morning / Come Twist Around The Clock (Ronnex R 1275)
- Young Only Once / Don't Let Baby Know (Ronnex R 1279)
- The Wiggle / The Wiggling Fool (Ronnex R 1284)
- Fire Baby / Stop-Slop (Ronnex R 1300)
- Espana Te Quiero / Ali Ben Ghazi (Bossa Nova) (Ronnex R 1301)
- Number 2539 / Spelling Twist (Gazell C-141)

1963
- Electricity / Spelling Twist (Ronnex R 1309)
- Can't You Do It / Sugar Boy (Ronnex R 1312)

1964
- Hey Jack / Incantesimo (Ronnex R 1348)

1966
- Thanks / Love Ladder (Polidor 56091)
- Down In The Subway / Love Ladder (Polidor NH 59 718)

1967
- Ode To A Discotheque / Joe Poor Loves Daphe Elizabeth Rich (Polidor 56158)

1969
- What Greater Love / The Mason Dixon Line (United Artists Up 35029)

1971
- Colour Combination / Swim (Young Blood YB 1023)
- Obviously I Love You / We Also Ran (Experience 3106)

### Reprises
- Down in the subway est repris en 1984 par le groupe anglais Soft Cell[20] sur leur album This Last Night in Sodom (en). En 1994, une de leurs compilations adopte également ce titre (en) et contient la reprise.

## Interprètes homonymes
- En 1959, un simple intitulé Black Widow Spider Woman est crédité à "Jack Hammer and the Pacers" mais il s'agissait d'un pseudonyme du chanteur Werly Fairburn (en)[21].
- En 1978, un simple intitulé This is my song est crédité à "Jack Hammer" (Bellaphon BLPS 19275) mais il s'agirait d'un artiste distinct[22].